# Conidiobolus megalotocus
Conidiobolus megalotocus är en svampart som beskrevs av Drechsler 1957. Conidiobolus megalotocus ingår i släktet Conidiobolus och familjen Ancylistaceae.   Inga underarter finns listade i Catalogue of Life.